# Паздниково
Паздниково — село в составе Карагайского района в Пермском крае.

## Географическое положение
Село расположено на левом берегу Обвы в 22 км к северо-востоку от села Карагай и в 80 км к северо-западу от Перми.

## Климат
Климат умеренно-континентальный с продолжительной снежной зимой и коротким, умеренно-теплым летом. Средняя температура июля составляет +17,6 °C, января −15,7 °C. Безморозный период длится 100—130 дней. Период с температурой воздуха выше 10 °C составляет 115 дней. Среднее годовое количество осадков составляет 430—450 мм. Устойчивый снежный покров ложится в среднем с 10 октября до 5 ноября, реже 22 ноября. Наибольшая за зиму высота снежного покрова в отдельные годы может существенно разниться, при средних значениях (к 20 марта) 50 см в малоснежные и 75-80 см в многоснежные зимы.

## История
Известно также как село Паздники. До 2018 года входило в состав Козьмодемьянского сельского поселения Карагайского района, до 2021 года входит в состав Карагайского сельского поселения.

## Население
| 2010 |
| ---- |
| 26   |

Постоянное население составляло 64 человека в 2002 году (96 % русские).